# Implosão

Em uma explosão (topo), a força irradia para longe de uma fonte. Com a implosão (parte inferior), o objeto colapsa sobre si mesmo (geralmente sendo esmagado por uma força externa)

Implosão é um processo no qual os objetos são destruídos ao colapsar (ou serem espremidos) sobre si mesmos. Ao contrário da explosão (que expande o volume), a implosão reduz o volume ocupado e concentra matéria e energia. A verdadeira implosão geralmente envolve uma diferença entre pressão interna (mais baixa) e externa (mais alta), ou forças internas e externas, que é tão grande que a estrutura colapsa para dentro de si mesma, ou para o espaço que ocupava se não for um objeto completamente sólido. Exemplos de implosão incluem um submarino sendo esmagado do lado de fora pela pressão hidrostática da água circundante, e o colapso de uma estrela massiva sob sua própria pressão gravitacional.
Uma implosão pode impulsionar o material para fora (por exemplo, devido à força de rebote do material em queda para dentro, ou material periférico sendo ejetado quando as partes internas colapsam), mas isso não é um componente essencial de uma implosão e nem todos os tipos de implosão o farão. Se o objeto era anteriormente sólido, a implosão geralmente exige que ele assuma uma forma mais densa — na verdade, seja mais concentrado, comprimido, mais denso ou convertido em um novo material mais denso que o original.

## Exemplos

### Armas nucleares
Em um projeto de arma nuclear do tipo implosão, uma esfera de plutônio, urânio ou outro material físsil é implodida por um arranjo esférico de cargas explosivas. Isso diminui o volume do material e, portanto, aumenta sua densidade por um fator de dois a três, fazendo com que atinja a massa crítica e crie uma explosão nuclear.
Em algumas formas de armas termonucleares, a energia dessa explosão é então usada para implodir uma cápsula de combustível de fusão antes de incendiá-la, causando uma reação de fusão (ver projeto Teller-Ulam). Em geral, o uso de radiação para implodir algo, como em uma bomba de hidrogênio ou em uma fusão de confinamento inercial acionado por laser, é conhecido como implosão de radiação.

### Dinâmica de fluidos
A cavitação (formação/colapso de bolhas em um fluido) envolve um processo de implosão. Quando uma bolha de cavitação se forma em um líquido (por exemplo, por uma hélice de água de alta velocidade), essa bolha é tipicamente rapidamente colapsada – implodida – pelo líquido circundante.

### Astrofísica
A implosão é uma parte fundamental do colapso gravitacional de grandes estrelas, que pode levar à criação de supernovas, estrelas de nêutrons e buracos negros.
No caso mais comum, a parte mais interna de uma grande estrela (chamada de núcleo) para de queimar e, sem essa fonte de calor, as forças que separam elétrons e prótons não são mais fortes o suficiente para fazê-lo. O núcleo colapsa sobre si mesmo muito rapidamente e se torna uma estrela de nêutrons ou buraco negro; as camadas externas da estrela original caem para dentro e podem ricochetear na recém-criada estrela de nêutrons (se uma foi criada), criando uma supernova.

### Demolição de estrutura controlada
Grandes edifícios de vários tipos estruturais, como alvenaria, estrutura de aço ou concreto armado, podem ser reduzidos a uma pilha de entulho facilmente removida pela destruição seletiva de elementos de suporte por explosões sequenciadas e confinadas. O objetivo é confinar os materiais em áreas específicas, geralmente para evitar danos às estruturas próximas. A técnica envolve o disparo de cargas de demolição colocadas com precisão em intervalos de tempo específicos que usam a gravidade para fazer com que o centro do edifício caia verticalmente enquanto simultaneamente puxa as laterais para dentro, um processo muitas vezes erroneamente descrito como uma implosão.

### Tubo de raios catódicos e implosão de iluminação fluorescente
Existe um alto vácuo dentro de todos os tubos de raios catódicos. Se o invólucro de vidro externo estiver danificado, pode ocorrer uma implosão perigosa. Devido ao poder da implosão, pedaços de vidro podem ser lançados para fora em velocidades perigosas. Embora os TRCs modernos usados em televisores e monitores de computador tenham placas de face com epóxi ou outras medidas para evitar a quebra do envelope, os TRCs removidos do equipamento devem ser manuseados com cuidado para evitar ferimentos.

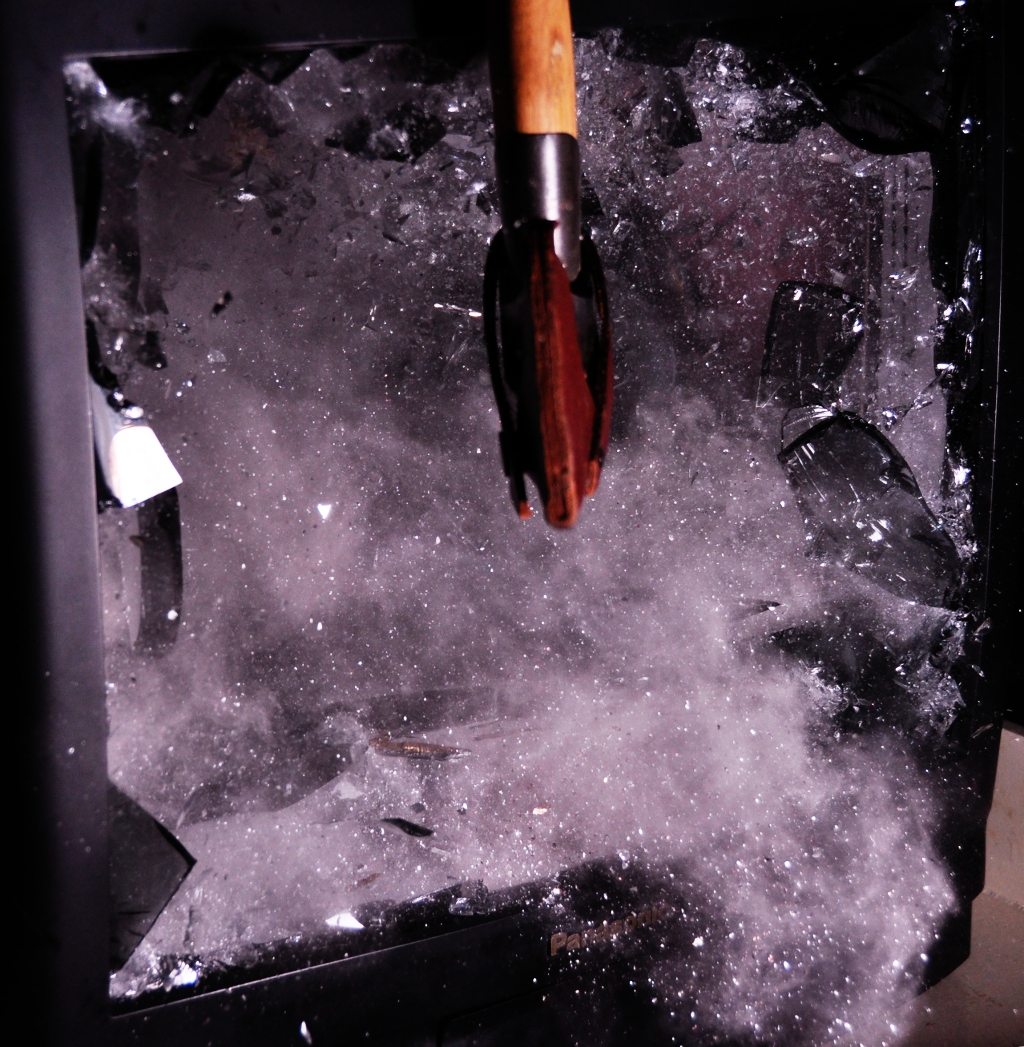
Implosão de um TRC, fotografado com um flash de entreferro de alta velocidade

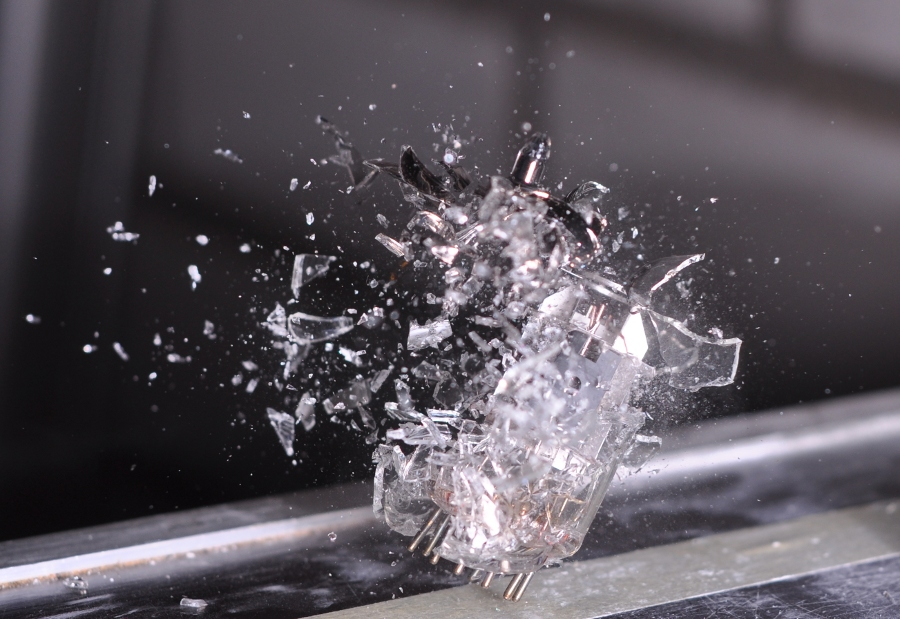
Tubo de vácuo implodindo, fotografado com flash de entreferro de alta velocidade